# Cotu lui Ivan
Cotu lui Ivan – wieś w Rumunii, w okręgu Jassy, w gminie Golăiești. W 2011 roku liczyła 362 mieszkańców.